# Roberto Batata
Roberto Monteiro, detto Roberto Batata (Belo Horizonte, 24 luglio 1949 – Belo Horizonte, 13 maggio 1976), è stato un calciatore brasiliano, di ruolo attaccante.
Morì in un incidente stradale nel 1976 a Belo Horizonte, a 26 anni, poche settimane prima che il suo club, il Cruzeiro, conquistasse la Coppa Libertadores.

## Caratteristiche tecniche
Giocava come attaccante.

## Carriera

### Club
Debuttò nel 1971 con il Cruzeiro, giocando da titolare e realizzando in tutto 110 reti in 281 partite.

### Nazionale
Con la Nazionale di calcio del Brasile giocò 6 partite, segnando tre gol, nel 1975.

## Palmarès

### Club

#### Competizioni nazionali
- Campionato Mineiro: 4

Cruzeiro: 1972, 1973, 1974, 1975

#### Competizioni internazionali
- Coppa Libertadores: 1

Cruzeiro: 1976